# Морган, Барбара
Барбара Морган (англ. Barbara Morgan; 8 июля 1900 — 17 августа 1992) — американский фотограф, наиболее известна, как автор фотографий известных танцоров современников. Она была соучредителем фотожурнала «Aperture».
Морган широко известна в мире фотографии и танца благодаря своим глубоким исследованиям американских танцоров современного искусства Марты Грэм, Мерса Каннингема, Эрика Хокинса, Хосе Лимона, Дорис Хамфри, Чарльза Вейдмана. Рисунки, гравюры, акварели и картины Морган были очень популярны и выставлялись в Калифорнии в 1920-х годах, а также в Нью-Йорке и Филадельфии в 1930-х годах.

## Биография

### Ранние годы и образование
Барбара Брукс Джонсон родилась 8 июля 1900 года в Буффало, штат Канзас. В том же году её семья переехала на Западное побережье, и она выросла ранчо, где выращивали персики, в Южной Калифорнии.
В период с 1919 по 1923 год она получила художественное образование в Калифорнийском университете в Лос-Анджелесе. Её образование основывалось а принципах «синтеза» искусства Артура Уэсли Доу. В университете её обучали абстрактному дизайну параллельно с фигуративным рисунком и живописью. История искусства преподавалась с упором на примитивные, азиатские и европейские художественные традиции. Будучи студенткой, Джонсон прочитала «Шесть канонов китайской живописи» о «ритмической жизненной силе», которую художники называют целью выражения. Эта концепция напрямую связана с учением её отца о том, что все вещи состоят из «танцующих атомов». Эта философия оставалась в центре её творчества на протяжении всего профессионального пути.
В 1925 году Джонсон поступила на факультет Калифорнийского университета в Лос-Анджелесе и стала сторонницей современного искусства, в то время как большинство её коллег были ориентированы на более традиционный подход к искусству. Её рисунки, гравюры и акварели выставлялись по всей Калифорнии. В 1929 году критик Los Angeles Times Артур Миллер писал: «Один из лучших наборов гравюр на выставке — это работа Барбары Морган, они также могут оказаться здесь самыми абстрактными. … Мисс Морган подает их под эстетическим соусом, который не готовят на обычной „кухне“. Она стала настолько абстрактной, что мы видим в её работах намеки на Кандинского, архаичного абстракциониста из них всех». В том же году Пруденс Уоллет из Los Angeles Times написала: «Ради полной независимости Барбара Морган пошла на большую вольность… Я утверждаю, что этот экспериментатор заслуживает внимания».
В 1925 году Барбара Джонсон вышла замуж за Уилларда Д. Моргана, писателя, который иллюстрировал свои произведения собственноручно сделанными фотографиями. Барбара помогла Уилларду фотографировать современную архитектуру Фрэнка Ллойда Райта и Рихарда Нойтра, включая полную документацию о здании Дома Ловелл. Уиллард осознал важность фотографии, которую он называл настоящим современным искусством двадцатого века. Барбара же продолжала рисовать, чувствуя, что фотография «полезна только как возможность зафиксировать». В 1927 году Барбара совместно с коллегой Аннитой Делано организовала выставку работ Эдварда Уэстона в галерее Калифорнийского университета в Лос-Анджелесе. Выставка гравюр Уэстона на калифорнийскую и мексиканскую тематику принесла ей известность и успех, несмотря на то, что сама Морган считала их слишком статичными для своего собственного стиля.
В 1932 году она родила своего первого сына Дугласа О. Моргана, который позже женился на фотографе Лилиан де Кок. В 1935 году она родила своего второго сына, Ллойда Б. Моргана.

### Работа на юго-западе США
Каждое лето, когда занятия заканчивались, Уиллард и Барбара загружали свою машину оборудованием для рисования и фотографии и отправлялись в пустыню. Барбара рисовала как можно больше для зимних выставок, а также помогала Уилларду фотографировать для статей. У Уилларда было две модели фотоаппарата Leica, с помощью которых пара фотографировала друг друга в руинах скал, взбираясь на Рэйнбоу-Бридж, в горах Хопи и каньонах. Полученные фотографии были одними из первых 35-миллиметровых изображений, появившихся в американских журналах, иллюстрирующих статьи Уилларда.
Опыт Морган на юго-западе оказал глубокое влияние на её дальнейшую карьеру. Расслоение Большого каньона и Долины монументов настроило её на геологическое время, а скальные жилища Меса-Верде — на древнее человеческое время. Индейские племена Навахо и Пуэбло посредством ритуального танца соединили её с универсальным первобытным строем жизни.

### Работа в Нью-Йорке
После работ Уилларда, иллюстрированных собственными фотографиями, компания E. Leitz, Inc. предложила ему работу по рекламе новой 35-миллиметровой камеры, и летом 1930 года пара переехала в Нью-Йорк. После года путешествия на восток с Уиллардом в 1931 году на 23-й улице напротив парка Вашингтон-сквер в Нью-Йорке Барбара открыла студию гравюры. Карл Зигроссер из галереи Weyhe (Нью-Йорк) выставил её гравюры на дереве и новые литографии на городские темы. Влияние города, его жителей, уличного движения, зданий и востока контрастировало с её воспоминаниями о юго-западе. Из этой темы возникли символические формы, и она начала рисовать более абстрактно, выставляя свои новые работы на персональной выставке в галерее Меллона в Филадельфии. Во время учёбы в Калифорнийском университете в Лос-Анджелесе доктор Альберт Барнс дал Барбаре стипендию, поэтому, путешествуя по востоку, она посетила выставку его произведений искусства в Мерионе, штат Пенсильвания. В качестве формы обучения он позволил Уилларду и Барбаре сфотографировать всю его коллекцию. Фотографируя икону плодородия Судана и тотемическую маску Кот-д’Ивуара, Барбара обнаружила, что может сделать эти ритуальные скульптуры либо угрожающими, либо безобидными благодаря только освещению. Этот опыт драматизации с помощью манипуляций светом стал началом её «психологического освещения» танца для камерных композиций.
Барбара Морган принимала активное участие в Конгрессе американских художников с момента самого его основания в 1936 году и была членом выставочного комитета во время президентства в Конгрессе с 1937 по 1939 год Стюарта Дэвиса.

### Фотография
С двумя маленькими детьми на руках, Дугласом, родившимся в 1932 году, и Ллойдом в 1935 году, Барбара искала оптимальный способ быть одновременно матерью и художником. Отказаться от живописи в пользу фотографии казалось крайностью, но принять решение помогли два фактора: во-первых, появление идеи для будущей книги, а во-вторых, для занятий фотографией не требовалось непрерывных дневных часов, что требуется для живописи, здесь можно было работать ночью в темной комнате. И хотя Барбара выставила тысячи снимков, она все ещё не считала себя фотографом, потому что не сформировала свой цикл разработки и печати собственных работ. Поэтому в 1931 году она открыла новую студию с фотолабораторией на Восточной 23-й улице дом 10, с видом на Мэдисон-сквер, и начала экспериментировать с техническими аспектами фотографии и фотолабораторией. Барбара училась обработке фотографий у Уилларда и работала над другими пробелами в своей технике, в основном с помощью графической камеры 4x5 и Leica со всеми объективами. Она работала с Гарольдом Харви, когда тот совершенствовал свой высокотемпературный мелкозернистый проявитель 777. В это время она начала изучать фотомонтаж.
Морган была одной из первых членов фотолиги в Нью-Йорке. Её фотографии были включены в выставку лиги «Это Фотолига» в 1949 году. Работы Барбары Морган представлены Галереей Брюса Сильверстайна в Нью-Йорке, штат Нью-Йорк

### Фотография танца
В 1935 году Барбара посетила выступление молодой танцевальной труппы Марты Грэм. Её сразу же поразила историческая и социальная значимость зарождающегося американского движения современного танца:
«Фотографы и художники, освещающие события Великой депрессией, часто, как могло показаться, только усиливали ощущение поражения, не вселяя мужества и надежды. Тем не менее, вдохновляющий протест, проявленный Мартой Грэм, Хамфри-Вайдман, Тамирис и другими, обнадеживал. Часто почти голодающие, они никогда не сдавались, но в стрессе и напряжении создавали жизнеутверждающие танцевальные постановки американского общества. В этой роли их танец напомнил мне об индийских церемониальных танцах, которые воодушевляют племя во время засухи и трудностей.»
В 1941 году Морган задумала свой книжный проект «Марта Грэм: шестнадцать танцев на фотографиях». С 1935 по 1945 год она сфотографировала более 40 известных танцоров и хореографов и описала свой процесс:

Для воплощения…танца с камерой, сценических представлений недостаточно, потому что в такой ситуации можно только случайно записать. Для моей интерпретации было необходимо перенаправить, заново осветить и фотографически синтезировать то, что я считал ядром всего танца.
Многие из танцоров, которых фотографировала Морган, теперь считаются пионерами современного танца, а её фотографии являются окончательными образами их искусства. На фотографиях запечатлены Валери Беттис, Мерс Каннингем, Джейн Дадли, Эрик Хокинс, Ханья Хольм, Дорис Хамфри, Хосе Лимон, Софи Маслоу, Мэй О’Доннелл, Перл Примус, Анна Соколов, Хелен Тамирис и Чарльз Вейдман. А критики Клайв Барнс, Джон Мартин, Элизабет МакКосленд и Бомонт Ньюхолл отметили важность работы Моргана. Рабочие отношения между Грэм и Морган продлились около 60 лет. Их переписка свидетельствует об их взаимной привязанности, доверии и уважении. В 1980 году Грэм заявила:

Редко бывает, чтобы даже вдохновленный фотограф обладает демоническим взглядом, который может запечатлеть момент танца и превратить его в вневременной жест. В Барбаре Морган я нашла этого человека. Глядя сегодня на эти фотографии, я чувствую себя, как и тогда, когда впервые увидела их, польщенной тем, что была частью этого сотрудничества. Для меня Барбара Морган через свое искусство раскрывает внутренний ландшафт, который является миром танцовщицы.
В 1945 году при спонсорской поддержке Национальной галереи и Государственного департамента Морган организовала выставку «La Danza Moderna Norte-Americana: Fotografias por Barbara Morgan», в неё вошли 44 увеличенных панно, выставленных сначала в Музее современного искусства в Нью-Йорке, затем позднее они попали Южноамериканский тур.

### Фотомонтаж и световой рисунок
В своем непрекращающемся стремлении достичь как можно большего в искусстве фотографии, Морган начала использовать всепроникающий вибрационный характер световой энергии, как партнёра физической и духовной энергии танца, и как главный двигатель фотографического процесса. «Внезапно я решила засвидетельствовать свое почтение свету и создать ритмичный световой дизайн для хвостовой части книги». Она создавала световые рисунки жестами с помощью камеры с открытыми ставнями в своей затемненной студии.
Хотя фотомонтаж в 1930-х и 40-х годах с энтузиазмом практиковался в Европе и Латинской Америке, он все ещё был чужд американской фотографии и широко презирался именитыми американскими фотографами. Познания Морган европейского авангарда и её дружба с Люсией и Ласло Мохой-Надь усилили её интерес к монтажу. Она была особенно поражена тем, как этот жанр мог уловить многообразие современной американской жизни. Она работала с темами, представляющими социальный интерес, а также с природной и искусственной средой.

### «Дети лета»и книжный дизайн
На протяжении многих лет большой интерес к развитию детей вдохновлял её на работу в детских лагерях, школах и колледжах, а также на её собственные проекты, кульминацией которых стала книга «Дети лета», опубликованная в 1951 году. Бомонт Ньюхолл из Музея Джорджа Истмана высказал похвалу работе Морган, заявив: «Ее чувствительные фотографии, умело соединенные со словами, запечатлевают мир молодости с сердечностью и нежностью, юмором и сочувствием. „Дети лета“ — это трогательная интерпретация волшебного мира юности».
Морган также разработала дизайн и иллюстрировала книгу Эрики Андерсон «Мир Альберта Швейцера» и сделала фотографии для книги «Prestini’s Art in Wood» для издательского дома «Pocohontas Press» в 1950 году.

### Колледж Блэк Маунтин
В 1943 году по просьбе Джозефа Альберса Барбара Морган прислала 24 фотографии для выставки в колледже Блэк Маунтин, эти снимки иллюстрировали лекцию о фотографии, которую он читал. В 1944 году Морган вместе с Вальтером Гропиусом, Джозефом и Анни Альберс на неделю присоединилась к преподавательскому составу Летнего института искусств. Во время этой сессии Морган прочитала лекцию о роли света в фотографии всему сообществу университетского городка. Она не вела уроки в темной комнате, а использовала семинары на открытом воздухе и делала упор на эстетику, а не на технику.

### Взносы
Жизнь и искусство Морган были проникнуты глубоким чувством энергии и целеустремленности. «Я не просто фотограф или художник», — заявила она, — «я зрительно знающий человек, ищущий способы передать интенсивность жизни». Она обладала врожденной способностью к тесному общению и длительной дружбе с некоторыми из самых творческих умов своего времени, обмениваясь письмами с Эдвардом Уэстон, Гордоном Парксом, Маргарет Мид, Ричардом Бакминстером Фуллером, Джозефом Кэмпбеллом, Уильямом Карлосом Уильямсом, Доротеей Ланж, Стюартом Дэвисом, Рихардом Нойтра и Чарлзом Шилером. Она была верным другом Берениса Эббота, Винн Баллок, Майнора Мартина Уайт, Энсела Адамса, Нэнси и Бомонта Ньюхолл. В 1952 году Морган вместе с Адамсом, Ланге, Уайтом и Ньюхоллами основала журнал Aperture Magazine. Её работы были включены Эдвардом Стайхеном в мировой тур MoMA «Род человеческий», она посвятила их запуску издания. Морган много выставлялась. Её вторая персональная выставка прошла в Музее современного искусства в Нью-Йорке. Она также читала лекции по всей стране в течение почти пяти десятилетий. Она была приглашенным инструктором на семинарах Энсела Адамса в Йосемити в 1970 и 1971 годах. Ещё предстоит глубоко изучить её многочисленные статьи в журналах, её комментарии об искусстве и фотографии, а также её объемную оживленную переписку. Архив Морган можно найти в Центре творческой фотографии, расположенном в кампусе Университета Аризоны в Тусоне, штат Аризона. «Как замечательно видеть человека, который развил все эти многочисленные способности благодаря своей практике жизни как целостное существо», — написала Майнор Уайт во введении к выпуску Aperture 1964 года, посвященному работе Морган.
Впоследствии она возобновила работу в области рисунка, акварели и живописи, которая продолжалась в течение 1970-х годов.